# 18624 Prévert
A 18624 Prévert (ideiglenes jelöléssel 1998 DV13) a Naprendszer kisbolygóövében található aszteroida. Az ODAS-projekt keretében fedezték fel 1998. február 27-én.
Nevét Jacques Prévert (1900–1977) francia költő után kapta.